# Takafumi Nishitani
Takafumi Nishitani (西谷 岳文 Nishitani Takafumi; * 17. Januar 1979 in Tadaoka, Präfektur Osaka) ist ein ehemaliger japanischer Shorttrack-Läufer. Er wurde 1998 in Nagano Olympiasieger über 500 Meter und nahm insgesamt an drei Olympischen Winterspielen teil. Nach dem Ende seiner Shorttrack-Laufbahn 2006 wechselte er zum Bahnradsport und bestritt in Japan Keirin-Rennen.

## Sportliche Laufbahn
Nishitani spielte in der Grundschule zunächst Baseball, fing aber kurz danach auch mit dem Eislaufen an. Auf der Oberschule, die er in Osaka – jenseits der japanische Wintersportzentren in Hokkaidō und Tōhoku – besuchte, war er der einzige Eisschnellläufer. Im Januar 1995 vertrat er als einer von drei Athleten Japan bei den Juniorenweltmeisterschaften in Calgary und belegte im Mehrkampf den neunten Rang. Mit 19 Jahren qualifizierte er sich für das japanische Olympiateam bei den Winterspielen 1998 in Nagano. Nishitani studierte zu diesem Zeitpunkt im ersten Jahr an der Hannan-Universität, wurde von Kenichi Sugio trainiert und hatte kaum Erfahrung bei internationalen Shorttrack-Veranstaltungen. Am 21. Februar 1998 entschied er vor dem Chinesen An Yulong und seinem Mannschaftskollegen Hitoshi Uematsu das 500-Meter-Rennen in 42,862 Sekunden für sich und gewann die fünfte japanische Goldmedaille bei den Winterspielen von Nagano. Nishitani sah nach dem Wettkampf einen wesentlichen Faktor für seinen als überraschend gewerteten Olympiasieg in der Unterstützung der heimischen Fans.
In den Jahren nach seinem olympischen Erfolg gehörte Nishitani vor allem im 500-Meter-Sprint zu den international führenden Athleten. Nach mehreren Podiumsplatzierungen im Weltcup 1998/99 stand er am Saisonende auf dem dritten Rang der 500-Meter-Gesamtwertung. Dieses Ergebnis wiederholte er im Winter 2001/02. Bei der Winter-Universiade 2001 in Zakopane holte er über 500 Meter die Goldmedaille – 1999 hatte er bereits mit der Staffel Universiadegold gewonnen. Ebenfalls mit der Staffel (um Satoru Terao, Takehiro Kodera und Yugo Shinohara) lief er bei den Weltmeisterschaften 2000 zur Silbermedaille. Sechs Wochen vor den Olympischen Winterspielen 2002 in Salt Lake City brach sich Nishitani im Rahmen eines nationalen Wettkampfs beim Zusammenstoß mit einem anderen Läufer den Knöchel. In Salt Lake City scheiterte er bei seiner Titelverteidigung über 500 Meter im Viertelfinale, mit der Staffel belegte er als Sieger des B-Finals den fünften Rang. Bei den Winter-Asienspielen 2003 holte er hinter dem Chinesen Li Jiajun die Silbermedaille.
Nach seiner dritten Olympiateilnahme 2006 (bei der er über 500 Meter im Vorlauf ausschied) beendete Nishitani mit 27 Jahren seine Shorttrack-Karriere. Er wechselte zum Keirin, einer Bahnradsport-Disziplin. In den folgenden Jahren nahm er erfolgreich an verschiedenen Keirin-Rennen in Japan teil.

## Ergebnisse bei Olympischen Winterspielen
| Olympische Winterspiele | Olympische Winterspiele | 500 m | Staffel |
| Jahr                    | Ort                     | 500 m | Staffel |
| ----------------------- | ----------------------- | ----- | ------- |
| 1998                    | Nagano                  | 1.    | DNS     |
| 2002                    | Salt Lake City          | 8.    | 5.      |
| 2006                    | Turin                   | 15.   | DSQ     |